# ほるぷ平和漫画シリーズ
ほるぷ平和漫画シリーズ（ほるぷへいわまんがシリーズ）は、昭和50年代から60年代にかけてほるぷ出版から刊行された「世界で初めての反戦・平和のマンガシリーズ」。描き下ろしではなく既出の漫画作品を集成したアンソロジーである。全27巻。

## 刊行されたタイトル
- 第1巻「禁じられた戦史」[3]1983年7月1日、ISBN 978-4593531035
  - 原作：千田夏光、脚色・作画：青柳裕介「第1話 自爆」
  - 原作：千田夏光、脚色・作画：青柳裕介「第2話 命の泉」
  - 原作：千田夏光、作画：いけうち・誠一「第3話 パート1／飢えたガダルカナル島、パート2／L島の五百人」
  - 原作：千田夏光、作画：いけうち・誠一「第4話 撃墜王」
  - 原作：千田夏光、作画：いけうち・誠一「第5話 命令」
  - 原作：千田夏光、作画：いけうち・誠一「第6話 義号作戦」
- 第2巻「人間の条件(1)」1983年7月1日、ISBN 978-4593531042
  - 原作：五味川純平、作画：立花誠太郎「人間の条件」
- 第3巻「疎開っ子数え唄」1983年7月1日、ISBN 978-4593531059
  - 巴里夫「疎開っ子数え唄」
  - 巴里夫「赤いリュックサック」
  - 巴里夫「石の戦場」
  - 巴里夫「愛と炎・東京大空襲」
- 第4巻「ある惑星の悲劇」1983年7月1日[4]、ISBN 978-4593531066
  - 手記：草河達夫、作画：旭丘光志「ある惑星の悲劇」
  - 旭丘光志「巨大なる墓」
  - 旭丘光志「地獄島」
- 第5巻「この愛・戦火をこえて」1983年7月1日、ISBN 978-4593531073
  - わたなべまさこ「この愛戦火をこえて」
  - わたなべまさこ「蝶はここに住めない」
- 第6巻「旅たて荒野」1983年8月15日、ISBN 9784593531080
  - 横山孝雄「旅たて荒野」
- 第7巻「またあう日まで」1983年10月15日、ISBN 978-4593531097
  - 鈴原研一郎「またあう日まで」
  - 鈴原研一郎「炎のサンゴ礁」
  - 鈴原研一郎「ああ広島に花さけど」
  - 鈴原研一郎「ママの日記帳」
  - 鈴原研一郎「勇気ある怒り」
- 第8巻「敗走記」1983年10月15日、ISBN 978-4593531103
  - 水木しげる「敗走記」
  - 水木しげる「ダンピール海峡」
  - 水木しげる「白い旗」
  - 水木しげる「カンデレ」
  - 水木しげる「ごきぶり」
  - 水木しげる「幽霊艦長」
- 第9巻「ボクちゃんの戦場」1983年11月15日、ISBN 978-4593531110
  - 原作：奥田継夫、作画：政岡としや「ボクちゃんの戦場」
- 第10巻「嵐吹きすさぶとも」1983年11月15日、ISBN 978-4593531127
  - 原作：久板栄二郎、作画：汐見朝子「わが青春に悔なし」
  - 原作：石野径一郎、作画：木内千鶴子「ああ七島灘に眠る友よ！」
  - 水野英子「ある墓標」
  - 水野英子「バラの夢」
  - 神坂智子「風とビードロ」
- 第11巻「炎の街に生きる」1984年1月15日、ISBN 978-4593531134
  - 原作：早乙女勝元、漫画：政岡としや「火の瞳」
  - あすなひろし「山ゆかば」
  - あすなひろし「赤いトマト」
  - 長谷川法世「純情・博多っ子戦争」
- 第12巻「ああ零戦トンボ ―少年航空兵 出雲 光の遺書―」[5]1984年2月25日、ISBN 978-4593531141
  - 貝塚ひろし「ああ零戦トンボ 少年航空兵 出雲 光の遺書」
  - 貝塚ひろし「番長特攻す!  少年航空兵 豪田 猛の遺書」
  - 貝塚ひろし「黒バットの記録」
- 第13巻「カミカゼ」1984年2月25日[6]、ISBN 978-4593531158
  - 影丸譲也「カミカゼ」
- 第14巻「夜はまだ明けない」1984年4月25日、ISBN 978-4593531165
  - 樹村みのり「解放の最初の日」
  - 樹村みのり]「雨の中のさけび」
  - 樹村みのり]「海へ・・・・・・」
  - 長広洋子「夜明け前の子供」
  - 長広洋子「野に咲く花」
  - 飛鳥幸子「フレデリカの朝」
- 第15巻「わが愛の記録」1984年5月10日、ISBN 978-4593531172
  - 里中満智子「わが愛の記録」
  - 里中満智子「無縁坂」
  - 里中満智子「水色の雲」
- 第16巻「水筒《上》―ひめゆり学徒隊戦記―」1984年7月1日、ISBN 978-4593531189
  - 新里堅進「水筒 ―ひめゆり学徒隊戦記―」
- 第17巻「水筒《下》―ひめゆり学徒隊戦記―」1984年7月1日、ISBN 978-4593531196
  - 新里堅進「水筒 ―ひめゆり学徒隊戦記―」
- 第18巻「トンキー物語」1984年8月25日、ISBN 978-4593531202
  - 原作：福田三郎、作画：飯森広一・ダイナミックプロ「トンキー物語」
  - 飯森広一「27頭のあいつたち 『ぼくの動物園日記』より」
- 第19巻「おれの鎮魂歌（れ・く・い・え・む）」1984年10月1日、ISBN 978-4593531219
  - 原作：小池一夫、作画：石井いさみ「カラスなせ鳴く」
  - 原作：小池一夫、作画：古城武司「白地に黒く死の丸染めて」[7]
- 第20巻「焼跡のうた」1984年11月1日、ISBN 978-4593531226
  - 原作：野坂昭如、作画：吉森みきを「ほたるの墓」
  - 永島慎二「白い雲は呼んでいる」
  - 佐藤まさあき「夕映えの丘に」
- 第21巻「爪あと」1984年12月15日、ISBN 978-4593531233
  - 原作：辻真先、作画：石井いさみ「傷だらけの挑戦」
  - 山上たつひこ「回転」
  - 政岡としや「悪たれ」
  - 貝塚ひろし「母のないマンガ」
- 第22巻「大空のかなたに」1985年3月1日、ISBN 978-4593531240
  - 永島慎二「少年0戦隊」
  - 中島徳博「ゼロ戦岬」　
  - 小川保雄「おやじの青春」　
  - 小川保雄「鳥人戦記＜過去編・未来編＞」　
  - 小川保雄「ぼくの複葉機」
- 第23巻「沖縄決戦」1985年3月20日、ISBN 978-4593531257
  - 新里堅進「沖縄決戦」
- 第24巻「戦場」1985年4月15日、ISBN 978-4593531264
  - バロン・吉元「侵略」
  - 政岡としや「飢餓戦線」
  - 横山まさみち「ああ硫黄島」
  - 原作：高久進、画：横山まさみち「人間魚雷回天」
- 第25巻「総員玉砕せよ 聖ジョージ岬・哀歌」1985年7月25日、ISBN 978-4593531271
  - 水木しげる「総員玉砕せよ 聖ジョージ岬・哀歌」
- 第26巻「少年兵レイテに消ゆ」1985年9月15日、ISBN 978-4593531288
  - 横山孝雄「少年兵レイテに消ゆ」
- 第27巻「続 ボクちゃんの戦場」1985年10月15日、ISBN 978-4593531295
  - 原作：奥田継夫、作画：政岡としや、菊池としを、冗談舎「続・ボクちゃんの戦場」

## 関連書籍
- 石子順 「漫画にみる戦争と平和90年」1983年7月1日、ISBN 978-4593580002
  - 『ほるぷ平和漫画シリーズ』第1巻～第5巻と同日にほるぷ出版から発売された。戦争を題材にした漫画を150作以上紹介。
- 石子順 「昭和の戦争カリカチュア 一コマ漫画でたどる平和史」1985年5月1日、ISBN 978-4593580095